# Saint-Étienne-de-Boulogne
Saint-Étienne-de-Boulogne – miejscowość i gmina we Francji, w regionie Owernia-Rodan-Alpy, w departamencie Ardèche.
Według danych na rok 1990 gminę zamieszkiwało 240 osób, a gęstość zaludnienia wynosiła 16 osób/km² (wśród 2880 gmin regionu Rodan-Alpy Saint-Étienne-de-Boulogne plasuje się na 1388. miejscu pod względem liczby ludności, natomiast pod względem powierzchni na miejscu 771.).

## Populacja

Populacja Saint-Étienne-de-Boulogne w latach 1962-2008